# Бейшеналієва Бюбюсара
Бюбюсара Бейшеналієва (кирг. Бүбүсара Бейшеналиева; нар. 17 травня 1926, Воронцовка (нині Таш-Дебе) — пом. 10 травня 1973) — киргизька та радянська балерина. Народна артистка СРСР (1958). Закінчила Академію російського балету імені А. Я. Ваганової (1941).